# Rondchâtel
Rondchâtel est une localité du canton de Berne, en Suisse.

## Histoire
Situé sur le cours de la Suze, dans le Jura bernois, le château de Rondchâtel, construit sur les restes d'un camp fortifié romain, se dressait sur une hauteur au-dessus des Gorges du Taubenloch. Selon une légende locale, le château aurait été détruit après que le seigneur local, Enguerrand de Rondchâtel, ait causé la mort d'un couple dont la jeune femme, nommée Béatrice, se serait suicidée dans la rivière à la suite du meurtre de son fiancé.

## Projet de fusion de communes
À la suite d'un projet de fusion des six communes de La Heutte, Orvin, Péry, Plagne, Romont et Vauffelin, le nom de Rondchâtel avait été proposé comme nom pour la nouvelle commune, dû à la position géographiquement centrale du village. Le projet a été annulé après le refus en votation populaire de deux des six communes, le 1er juin 2008.